# (16731) Mitsumata
Pour les articles homonymes, voir Mitsumata.
(16731) Mitsumata est un astéroïde de la ceinture principale.

## Description
(16731) Mitsumata est un astéroïde de la ceinture principale. Il fut découvert le 17 avril 1996 à Saji par l'observatoire de Saji. Il présente une orbite caractérisée par un demi-grand axe de 2,22 UA, une excentricité de 0,09 et une inclinaison de 6,9° par rapport à l'écliptique.

## Compléments